# Condiment

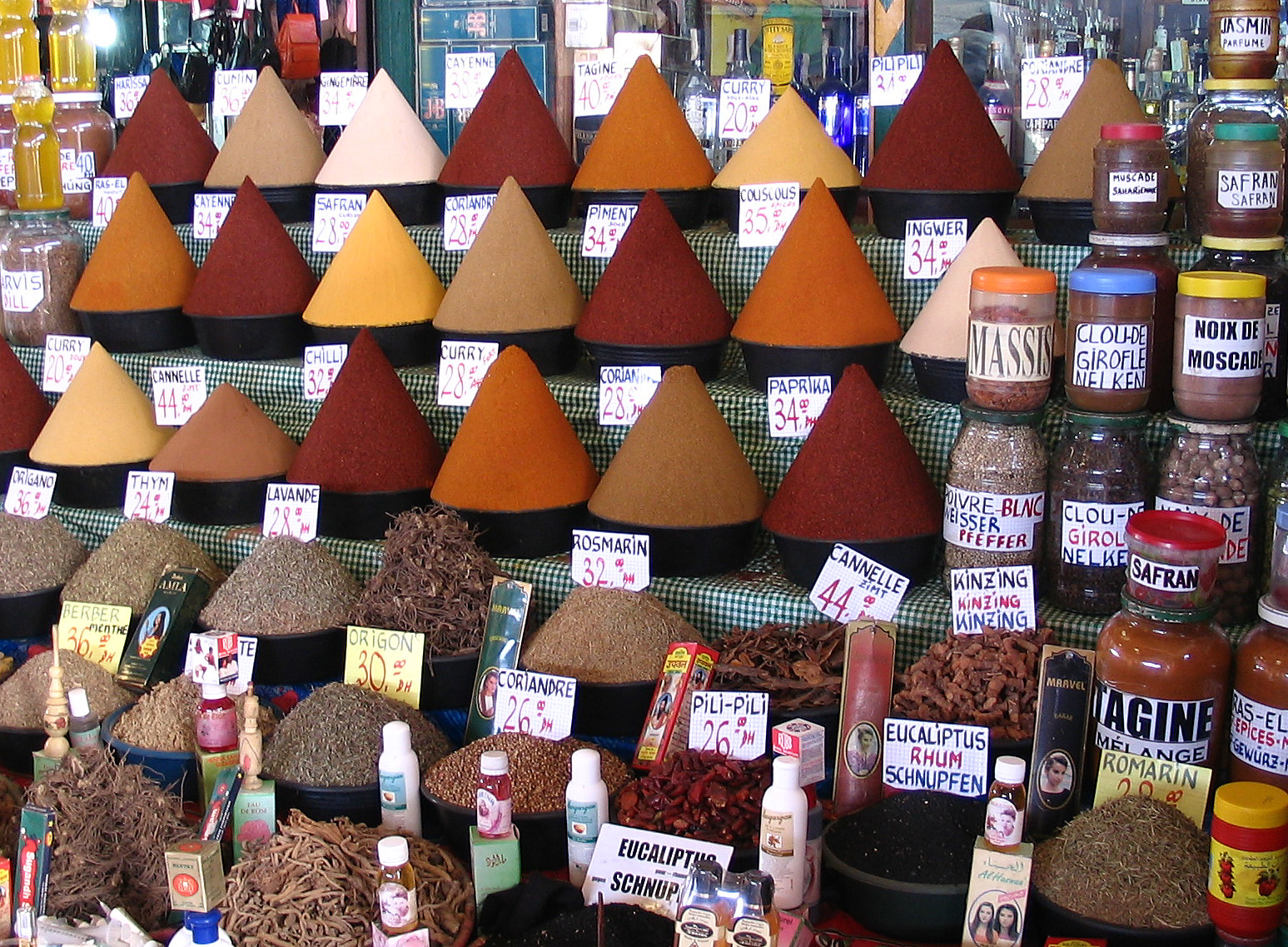
Condimente

Condimentul (din franceză condiment, latină condimentum) este o substanță a plantelor, al căror conținut natural de gust și miros aromatic, se folosesc  în prepararea produselor alimentare de toate tipurile. Sarea, în acest sens, nu este un condiment.
Condimentele au jucat în Europa al Evului Mediu un rol economic. Acestea erau extrem de valoroase, deoarece nu erau necesare numai pentru condimentat, ci și ca conservant și bază unor medicamente.
Comerțul cu condimentele, în special din Asia, era o afacere foarte profitabilă. În special statele arabe și mai târziu puterile coloniale s-au îmbogățit, încît își apărau poziția monopolului chiar și cu forța armelor. Cu deschiderea traseului de condiment pe rută mării, din Europa către Insulele Moluce după secolul al XV-lea, a început extinderea Europei.
Puterea de vindecare a condimentului a fost deja în secolul al XII-lea, remarcat de „prima doctoriță germană”, Hildegard von Bingen.
Cele mai scumpe condimente astăzi sunt: șofran, urmat de vanilie și cardamom. Cu anii în urmă, piperul era așa de valoros încît era compensat cu aur. Peiorativul, germană Pfeffersack („sac de piper”) pentru oameni bogați, vine din această epocă. Scorțișoara era așa de prețioasă, încît în anul 1530, comerciantul Anton Fugger a ars biletele sale de obligații în fața lui Carol Quintul într-un foc cu batoane de scorțișoare, prin care voia să demonstreze bogăția lui.
- După definiție, condimentele sunt substanțe care îmbunătățesc gustul la alimente, pentru a servi sau îmbunătăți digestibilitatea. În conformitate cu această definiție, sarea este un condiment.

## Clasificare și proveniența
| Producția în tone, în anii 2003-2004 Date de FAOSTAT (FAO) |           |       |
| India                                                      | 1 600 000 | 86 %  |
| China                                                      | 66 000    | 4 %   |
| Bangladesh                                                 | 48 000    | 3 %   |
| Pakistan                                                   | 45 300    | 2 %   |
| Turcia                                                     | 33 000    | 2 %   |
| Nepal                                                      | 15 500    | 1 %   |
| Alte țări                                                  | 60 900    | 3 %   |
| Total                                                      | 1 868 700 | 100 % |

Schimbul de condimente s-a dezvoltat prin intermediul subcontinentului Indian și Estul Mijlociu în începuturile anului 2000 Î.Hr cu scorțișoara și piperul negru, iar în Estul Asiei cu ierburi și piper.
Egiptenii foloseau ierburile pentru procesele de mumificare și cererea lor pentru ierburi și condimente exotice a ajutat la stimularea traficului mondial.
Cuișoarele erau folosite in Mesopotamia in 1700 Î.Hr. Cele mai vechi registre scrise despre condimente provin din Egiptul, China și India Antica. ”Erbes Papyrus” din începuturile egiptenilor datează din 1550 Î.Hr, acesta descrie 800 diferite remedii medicinale și proceduri medicale.
Istoricii cred ca Nucșoara, care este originară din Insulele Banda din sud estul Asiei, a fost introdusa in Europa in secolul 6 î.Hr
Vânzătorii Indonezieni au călătorit prin China, India, Estul mijlociu și estul coastei Africii. Vânzătorii arabi au facilitat rutele prin Estul Mijlociu și India. Asta a făcut ca portul  din Alexandria, Egipt, să fie punctul principal de schimb de condimente.